# 陈林 (1965年)
陈林（1965年11月—）是安徽省公安厅物证鉴定管理处（中心）副处长（副主任），第十三届全国人大代表。他是法医秦明的师父，也是小说《法医秦明》中“陈总”（陈毅然）的原型。

## 生平
陈林1988年毕业于安徽医科大学，之后被分配到安徽省公安厅刑科所，成为一名法医。

## 发明专利
陈林等人的论文《利用小肠内容物迁移距离推断死亡时间的方法》获得国家发明专利，编号CN103654791B。

## 荣誉
2014年，陈林获得“全国公安系统二级英雄模范”荣誉称号和全国“第五届我最喜爱的人民警察”特别奖。2016年，当选“中国正义人物”。2018年，当选全国人大代表。

## 脚注
1. ↑  2013年申请，2016年获批